# Сон любові
Сон любові (англ. Dream of Love) — американська біографічна драма режисера Фреда Нібло 1928 року.

## Сюжет
Герцог скинув з престолу батька принца Моріца, в той час як сам Моріц плете любовні інтриги з графинею, дружиною герцога і циганською дівчиною Адріанною. Роки опісля вона стає відомою актрисою, яка грає в п'єсі, події в якій нагадують сумну історію їх відносин. Він знову закохується в неї. Ревнива герцогиня змушує свого чоловіка засудити його до смерті через розстріл, але революціонери рятують його і роблять своїм королем.

## У ролях
- Нільс Астер — принц Моріц Саксонський
- Джоан Кроуфорд — Адріанна Лекуврер
- Ейлін Прінгл — герцогиня
- Ворнер Оланд — герцог
- Кармел Майерс — графиня
- Гаррі Рейнхарт — граф
- Гаррі Майерс — барон
- Альфонсе Мартелл — Мічонет
- Флетчер Нортон — Іван